# Edênia Garcia
Edênia Nogueira Garcia (Crato, 30 de abril de 1987) é uma nadadora paralímpica brasileira. Compete nas categorias para deficientes físicos, estando na seleção brasileira desde 2001. Esteve em cinco edições de Jogos Paralímpicos, além de acumular conquistas em Jogos Parapan-Americanos e em Mundiais.  
Foi a primeira atleta brasileira, entre as olímpicas e paralímpicas, a conquistar um tricampeonato mundial. No final de 2019, no Mundial de Natação em Londres, fez outro feito inédito ao se consagrar tetracampeã mundial – título que nenhuma outra brasileira ainda tem.
Em Mundiais, a nadadora paralímpica soma 17 medalhas (05 ouros, 09 pratas e 04 bronzes) e três em Paralimpíadas (02 pratas e 01 bronze).
Além de ser nadadora, Edênia também é conhecida por ministrar palestras motivacionais. Em 2019, durante o Parapan-Americano de Lima, falou pela primeira vez publicamente, numa entrevista ao jornal O Estado de São Paulo, sobre a sua orientação sexual.

## Biografia
Edênia nasceu com a doença de Charcot-Marie-Tooth, também conhecida como atrofia fibular muscular, afetando os movimentos dos seus membros inferiores. Natural do Ceará, viveu a infância e a adolescência em Natal e depois passou a viver em São Paulo. Iniciou na natação por indicação médica, depois sendo incentivada por Francisco Avelino, que se preparava para disputar os Jogos Paralímpicos de Verão de 2000, em Sydney.
Passou a integrar a seleção brasileira de natação em 2001, disputando o Campeonato Mundial do ano seguinte, com 15 anos de idade. Na competição, realizada em Mar del Plata, na Argentina, Edênia conquistou uma medalha de ouro, três pratas e um bronze.
Competiu nos Jogos Parapan-Americanos de 2003, onde conquistou quatro medalhas de ouro. Nos Jogos Paralímpicos de Verão de 2004, em Atenas, faturou uma medalha de prata nos 50 metros costas. Em 2006, ganhou dois ouros, duas pratas e um bronze durante o Campeonato Mundial.
Foi medalha de ouro nos 50 metros livre durante os Jogos Parapan-Americanos de 2007, no Rio de Janeiro. Nos Jogos Paralímpicos de Verão de 2008, em Pequim, foi medalha de bronze nos 50 metros livre, tendo feito o movimento de costas durante a prova.
Disputou o Campeonato Mundial de 2010, realizado em Eindhoven. Conquistou o ouro nos 50 metros costas, além de uma prata nos 4x50m e um bronze nos 50 metros livre. Foi também medalha de ouro nos Jogos Parapan-Americanos de 2011, em Guadalajara.
Nos Jogos Paralímpicos de Verão de 2012, em Londres, Edênia voltou a ganhar a medalha de prata nos 50 metros costas. A medalha veio após uma acirrada disputa pelo segundo lugar contra a chinesa Juan Bai. Já no Mundial de 2013, em Montreal, conquistou a prata nos 50 metros costas.
Competiu nos Jogos Parapan-Americanos de 2015, em Toronto. Foi medalha de prata nos 50 metros livre S4 e nos 100 metros livre S4. Também levou o ouro nos 50 metros costas. Nos Jogos Paralímpicos do Rio de Janeiro, em 2016, porém, acabou ficando na sétima posição nos 50 metros costas.
Em 2017, Edênia passou por uma reclassificação, saindo do S4 para a categoria S3 por causa de uma piora na mobilidade, o que a impedia de conseguir resultados mais competitivos. No mesmo ano, disputou o Mundial do México e conseguiu a medalha de ouro nos 50 metros costas.
Nos Jogos Parapan-Americanos de 2019, em Lima, conquistou a medalha de ouro nos 50 metros costas. No Mundial do mesmo ano, realizado em Londres, foi ouro nos 50 metros costas e bronze nos 100 metros livre.
Disputou sua quinta Paralimpíada nos Jogos de Tóquio, em 2021. Chegou à final dos 50 metros costas, mas terminou apenas na oitava posição. Edênia poderia ter nadado os 100 metros livre, mas dedicou não competir em decisão consensual com a delegação brasileira.
Competiu no Mundial de 2023, em Manchester. Fez a medalha de prata nos 50 costas e um sétimo lugar nos 200 metros livre.

## Recordes
- Recordista das Américas nos 50m Costas (S3)
- Recorde das Américas 100m Costas (S4)
- Recorde Brasileiro nos 50m, 100m e 200m Livre e 50m peito (S4)

## Principais resultados
- Tetracampeã mundial nos 50m costas (2002, 2006, 2010 e 2019).
- Prata nos 50m costas nos Jogos Paralímpicos de Londres 2012 e nos Jogos de Atenas 2004.
- Bronze nos 50m costas nos Jogos Paralímpicos de Pequim 2008.
- Prata nos 50m costas no Mundial de Montreal 2013.
- Bronze nos 50m costas no Mundial de Glasgow 2015.
- Ouro nos 50m costas, prata nos 50m e 100m livre no Parapan de Toronto 2015.
- Ouro nos 50m costas no Parapan de Guadalajara 2011.
- Prata nos 50m costas no Mundial do México 2017.
- Ouro nos 50m costas no Mundial de Londres 2019.

## Prêmios
1. Prêmio Paralímpico 2010: melhor atleta feminina.
2. Prêmio Instituto Superar 2010: melhor atleta feminina

## Carreira além das piscinas
Em paralelo à carreira de atleta de alto rendimento, Edênia tem uma carreira como palestrante em grandes empresas. Contando a sua história e como fez para passar pelos momentos mais desafiadores, Garcia já falou para mais de 100 empresas, somando mais de 1000 pessoas. Algumas das grandes empresas para as quais já palestrou são: Under Armour, Caixa Econômica Federal, Rhodia Solvay, Havaianas, Sesc, Senac, Wet 'n Wild, Instituto Lucy Montoro, entre outras.
A atleta também completou o curso de Gestão Estratégica do Esporte pela FGV e PERSONAL & PROFESSIONAL COACHING, pelo IBC. E desde 2017, é colunista do site ESPN W com publicações semanais sobre o universo feminino e o esporte.
Em 2021, Edênia foi eleita para presidir o conselho fiscal do Comitê Paralímpico Brasileiro para o ciclo 2021-2025.